# V.League

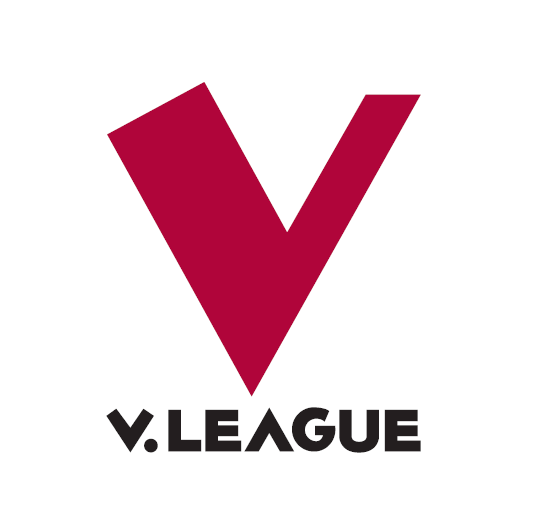
V.League

V.Premier League (wcześniej V.League) – najwyższa klasa rozgrywkowa japońskiej ligi siatkówki kobiet oraz mężczyzn. Organizatorem rozgrywek jest Japoński Związek Siatkówki.

## Historia ligi
Ligę utworzono w 1994 roku po przekształceniu wcześniejszej Japońskiej Ligi Siatkówki w nowe rozgrywki. W 2006 roku nazwa V.League została zmieniona na V.Premier League. 

### Nazwy ligi
W całej swej historii liga nosiła następujące nazwy:
- 1967–1994: Japan Volleyball League
- 1994–2006: V.League
- 2006–: V.Premier League

## Zwycięzcy rozgrywek

### Mężczyźni
| Sezon     | 1. miejsce             | 2. miejsce             | 3. miejsce             |
| --------- | ---------------------- | ---------------------- | ---------------------- |
| 1967/1968 | Yahata Steel           | Matsushita Denki       | Nihon Koukan (NKK)     |
| 1968/1969 | Nihon Koukan (NKK)     | Matsushita Denki       | JT Thunders            |
| 1969/1970 | Nihon Koukan (NKK)     | Matsushita Denki       | JT Thunders            |
| 1970/1971 | Nihon Koukan (NKK)     | Matsushita Denki       | Fuji Photo Film        |
| 1971/1972 | Matsushita Denki       | Nihon Koukan (NKK)     | Fuji Photo Film        |
| 1972/1973 | Nihon Koukan (NKK)     | Matsushita Denki       | Fuji Photo Film        |
| 1973/1974 | Shin Nihon Steel       | JT Thunders            | Nihon Koukan (NKK)     |
| 1974/1975 | Shin Nihon Steel       | Fuji Photo Film        | Nihon Koukan (NKK)     |
| 1975/1976 | Shin Nihon Steel       | Nihon Koukan (NKK)     | Fuji Photo Film        |
| 1976/1977 | Shin Nihon Steel       | Nihon Koukan (NKK)     | JT Thunders            |
| 1977/1978 | Nihon Koukan (NKK)     | Shin Nihon Steel       | JT Thunders            |
| 1978/1979 | Shin Nihon Steel       | JT Thunders            | Fuji Photo Film        |
| 1979/1980 | Shin Nihon Steel       | Fuji Photo Film        | JT Thunders            |
| 1980/1981 | Shin Nihon Steel       | Fuji Photo Film        | JT Thunders            |
| 1981/1982 | Fuji Photo Film        | Shin Nihon Steel       | JT Thunders            |
| 1982/1983 | Shin Nihon Steel       | Nihon Koukan (NKK)     | Fuji Photo Film        |
| 1983/1984 | Fuji Photo Film        | Shin Nihon Steel       | Matsushita Denki       |
| 1984/1985 | Fuji Photo Film        | Suntory Sunbirds       | JT Thunders            |
| 1985/1986 | Fuji Photo Film        | Nihon Koukan (NKK)     | Suntory Sunbirds       |
| 1986/1987 | Fuji Photo Film        | Shin Nihon Steel       | Nihon Koukan (NKK)     |
| 1987/1988 | Fuji Photo Film        | Nihon Koukan (NKK)     | Shin Nihon Steel       |
| 1988/1989 | Shin Nihon Steel       | Fuji Photo Film        | Nihon Koukan (NKK)     |
| 1989/1990 | Shin Nihon Steel       | NEC Blue Rockets       | JT Thunders            |
| 1990/1991 | Shin Nihon Steel       | NEC Blue Rockets       | NEC Blue Rockets       |
| 1991/1992 | NEC Blue Rockets       | Shin Nihon Steel       | Suntory Sunbirds       |
| 1992/1993 | Fuji Photo Film        | NEC Blue Rockets       | Toray Arrows           |
| 1993/1994 | NEC Blue Rockets       | Fuji Photo Film        | Shin Nihon Steel       |
| 1994/1995 | Suntory Sunbirds       | Shin Nihon Steel       | NEC Blue Rockets       |
| 1995/1996 | NEC Blue Rockets       | Shin Nihon Steel       | JT Thunders            |
| 1996/1997 | Osaka Blazers Sakai    | JT Thunders            | NEC Blue Rockets       |
| 1997/1998 | Osaka Blazers Sakai    | NEC Blue Rockets       | Panasonic Panthers     |
| 1998/1999 | NEC Blue Rockets       | Toray Arrows           | Suntory Sunbirds       |
| 1999/2000 | Suntory Sunbirds       | Toray Arrows           | NEC Blue Rockets       |
| 2000/2001 | Suntory Sunbirds       | JT Thunders            | Toray Arrows           |
| 2001/2002 | Suntory Sunbirds       | Toray Arrows           | Osaka Blazers Sakai    |
| 2002/2003 | Suntory Sunbirds       | JT Thunders            | Panasonic Panthers     |
| 2003/2004 | Suntory Sunbirds       | JT Thunders            | Panasonic Panthers     |
| 2004/2005 | Toray Arrows           | NEC Blue Rockets       | JT Thunders            |
| 2005/2006 | Osaka Blazers Sakai    | Suntory Sunbirds       | NEC Blue Rockets       |
| 2006/2007 | Suntory Sunbirds       | Toray Arrows           | Panasonic Panthers     |
| 2007/2008 | Panasonic Panthers     | Toray Arrows           | Suntory Sunbirds       |
| 2008/2009 | Toray Arrows           | Osaka Blazers Sakai    | Panasonic Panthers     |
| 2009/2010 | Panasonic Panthers     | Osaka Blazers Sakai    | Toray Arrows           |
| 2010/2011 | Osaka Blazers Sakai    | Suntory Sunbirds       | Toray Arrows           |
| 2011/2012 | Panasonic Panthers     | Toray Arrows           | Suntory Sunbirds       |
| 2012/2013 | Osaka Blazers Sakai    | Panasonic Panthers     | Toray Arrows           |
| 2013/2014 | Panasonic Panthers     | JT Thunders            | Osaka Blazers Sakai    |
| 2014/2015 | JT Thunders            | Suntory Sunbirds       | Toyoda Gosei Trefuerza |
| 2015/2016 | Toyoda Gosei Trefuerza | Panasonic Panthers     | Toray Arrows           |
| 2016/2017 | Toray Arrows           | Toyoda Gosei Trefuerza | JTEKT Stings           |
| 2017/2018 | Panasonic Panthers     | Toyoda Gosei Trefuerza | JT Thunders            |
| 2018/2019 | Panasonic Panthers     | JT Thunders            | Toray Arrows           |
| 2019/2020 | JTEKT Stings           | Panasonic Panthers     | Suntory Sunbirds       |
| 2020/2021 | Suntory Sunbirds       | Panasonic Panthers     | Wolf Dogs Nagoya       |
| 2021/2022 | Suntory Sunbirds       | Wolf Dogs Nagoya       | Panasonic Panthers     |
| 2022/2023 | Wolf Dogs Nagoya       | Suntory Sunbirds       | Panasonic Panthers     |
| 2023/2024 | Suntory Sunbirds       | Panasonic Panthers     | Toray Arrows           |
| 2024/2025 | Suntory Sunbirds       | JTEKT Stings           | Osaka Bluteon          |

### Kobiety
| Sezon     | 1. miejsce         | 2. miejsce         | 3. miejsce                 |
| --------- | ------------------ | ------------------ | -------------------------- |
| 1967/1968 | Hitachi Musashi    | Yashica            | Phoenix Unitika            |
| 1968/1969 | Unitika Kaiduka    | Yashica            | Phoenix Unitika            |
| 1969/1970 | Unitika Kaiduka    | Yashica            | Okisu Toyobo               |
| 1970/1971 | Unitika Kaiduka    | Hitachi Musashi    | Yashica                    |
| 1971/1972 | Unitika Kaiduka    | Yashica            | Hitachi Musashi            |
| 1972/1973 | Yashika            | Hitachi Musashi    | Phoenix Unitika            |
| 1973/1974 | Hitachi Musashi    | Kanebo             | Yashica                    |
| 1974/1975 | Hitachi Musashi    | Kanebo             | Yashica                    |
| 1975/1976 | Hitachi Musashi    | Phoenix Unitika    | Sanyo Volleyball           |
| 1976/1977 | Hitachi Musashi    | Phoenix Unitika    | Sanyo Volleyball           |
| 1977/1978 | Hitachi Musashi    | Phoenix Unitika    | Kanebo                     |
| 1978/1979 | Kanebo             | Hitachi Musashi    | Phoenix Unitika            |
| 1979/1980 | Phoenix Unitika    | Kanebo             | NEC Red Rockets            |
| 1980/1981 | Phoenix Unitika    | Okisu Toyobo       | Hitachi Musashi            |
| 1981/1982 | Hitachi Musashi    | Phoenix Unitika    | Okisu Toyobo               |
| 1982/1983 | Hitachi Musashi    | Phoenix Unitika    | Okisu Toyobo               |
| 1983/1984 | Hitachi Musashi    | Okisu Toyobo       | Ito Yokado Priaulx         |
| 1984/1985 | Hitachi Musashi    | Okisu Toyobo       | NEC Red Rockets            |
| 1985/1986 | Hitachi Musashi    | Daiei Attackers    | NEC Red Rockets            |
| 1986/1987 | Hitachi Musashi    | NEC Red Rockets    | Daiei Attackers            |
| 1987/1988 | NEC Red Rockets    | Hitachi Musashi    | Ito Yokado Priaulx         |
| 1988/1989 | Hitachi Musashi    | Phoenix Unitika    | Ito Yokado Priaulx         |
| 1989/1990 | Ito Yokado Priaulx | Phoenix Unitika    | NEC Red Rockets            |
| 1990/1991 | Hitachi Musashi    | Ito Yokado Priaulx | NEC Red Rockets            |
| 1991/1992 | Hitachi Musashi    | Ito Yokado Priaulx | Daiei Attackers            |
| 1992/1993 | Hitachi Musashi    | Phoenix Unitika    | Ito Yokado Priaulx         |
| 1993/1994 | Hitachi Musashi    | Daiei Attackers    | Ito Yokado Priaulx         |
| 1994/1995 | Daiei Attackers    | Phoenix Unitika    | Hitachi Musashi            |
| 1995/1996 | Phoenix Unitika    | NEC Red Rockets    | Okisu Toyobo               |
| 1996/1997 | NEC Red Rockets    | Okisu Toyobo       | Denso Airybees             |
| 1997/1998 | Daiei Attackers    | NEC Red Rockets    | Phoenix Unitika            |
| 1998/1999 | Okisu Toyobo       | Hitachi Musashi    | NEC Red Rockets            |
| 1999/2000 | NEC Red Rockets    | Okisu Toyobo       | Phoenix Unitika            |
| 2000/2001 | Okisu Toyobo       | Hisamitsu Springs  | NEC Red Rockets            |
| 2001/2002 | Hisamitsu Springs  | NEC Red Rockets    | Pioneer Red Wings          |
| 2002/2003 | NEC Red Rockets    | Takefuji Bamboo    | Toray Arrows               |
| 2003/2004 | Pioneer Red Wings  | Toray Arrows       | Hisamitsu Springs          |
| 2004/2005 | NEC Red Rockets    | Pioneer Red Wings  | Denso Airybees             |
| 2005/2006 | Pioneer Red Wings  | Hisamitsu Springs  | Takefuji Bamboo            |
| 2006/2007 | Hisamitsu Springs  | JT Marvelous       | Pioneer Red Wings          |
| 2007/2008 | Toray Arrows       | Denso Airybees     | Hisamitsu Springs          |
| 2008/2009 | Toray Arrows       | Hisamitsu Springs  | NEC Red Rockets            |
| 2009/2010 | Toray Arrows       | JT Marvelous       | Denso Airybees             |
| 2010/2011 | JT Marvelous       | Toray Arrows       | Hisamitsu Springs          |
| 2011/2012 | Toray Arrows       | Hisamitsu Springs  | Denso Airybees             |
| 2012/2013 | Hisamitsu Springs  | Toray Arrows       | Okayama Seagulls           |
| 2013/2014 | Hisamitsu Springs  | Okayama Seagulls   | Toray Arrows               |
| 2014/2015 | NEC Red Rockets    | Hisamitsu Springs  | Ageo Medics                |
| 2015/2016 | Hisamitsu Springs  | Hitachi Rivale     | Toray Arrows               |
| 2016/2017 | NEC Red Rockets    | Hisamitsu Springs  | Hitachi Rivale             |
| 2017/2018 | Hisamitsu Springs  | JT Marvelous       | Toyota Auto Body Queenseis |
| 2018/2019 | Hisamitsu Springs  | Toray Arrows       | JT Marvelous               |
| 2019/2020 | JT Marvelous       | Okayama Seagulls   | Ageo Medics                |
| 2020/2021 | JT Marvelous       | Toray Arrows       | NEC Red Rockets            |
| 2021/2022 | Hisamitsu Springs  | JT Marvelous       | Toray Arrows               |
| 2022/2023 | NEC Red Rockets    | Toray Arrows       | Hisamitsu Springs          |
| 2023/2024 | NEC Red Rockets    | JT Marvelous       | Ageo Medics                |
| 2024/2025 | JT Marvelous       | NEC Red Rockets    | Hisamitsu Springs          |